# Drybrook
Drybrook är en ort och civil parish i Storbritannien.   Den ligger i grevskapet Gloucestershire och riksdelen England, i den södra delen av landet, 170 km väster om huvudstaden London. Drybrook ligger 194 meter över havet och antalet invånare är 1 647.
Terrängen runt Drybrook är platt söderut, men norrut är den kuperad. Drybrook ligger uppe på en höjd. Runt Drybrook är det ganska tätbefolkat, med 144 invånare per kvadratkilometer. Närmaste större samhälle är Gloucester, 18,8 km öster om Drybrook. Omgivningarna runt Drybrook är en mosaik av jordbruksmark och naturlig växtlighet.